# 热讷 (杜省)
热讷（法語：Gennes，法語發音：[ʒɛn] ⓘ）是法国杜省的一个市镇，属于贝桑松区。

## 地理
热讷（47°14'42"N, 6°7'16"E）面积7.18 平方千米，位于法国勃艮第-弗朗什-孔泰大區杜省，该省份为法国东部内陆省份，北起上索恩省，西接汝拉省，东部及东南部与瑞士接壤，东北部与贝尔福地区省接壤。
与热讷接壤的市镇（或旧市镇、城区）包括：蒙福孔、楠克赖、索恩、拉舍维约特、韦尔。

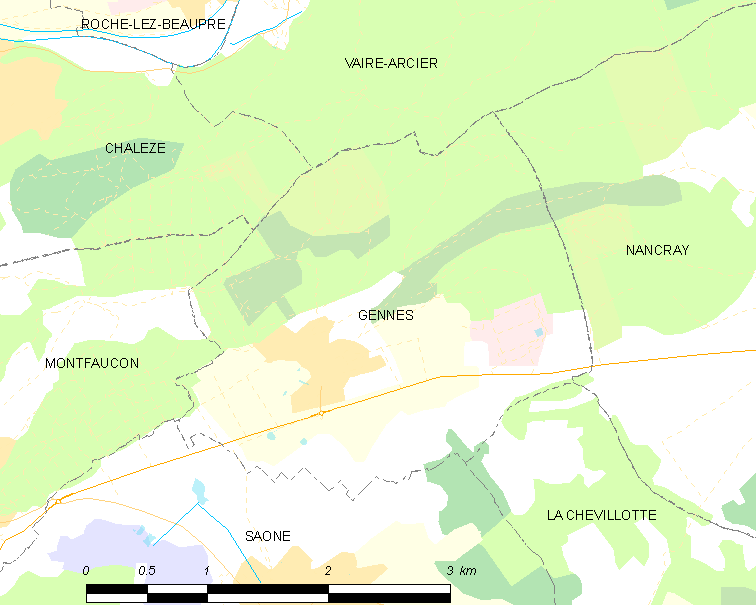
的OSM定位图

热讷的时区为UTC+01:00、UTC+02:00（夏令时）。

## 行政
热讷的邮政编码为25660，INSEE市镇编码为25267。

## 政治
热讷所属的省级选区为贝桑松第五县。

## 人口

1962-2008年间人口变化图示

热讷于2022年1月1日时的人口数量为676人。